# Geometrinae

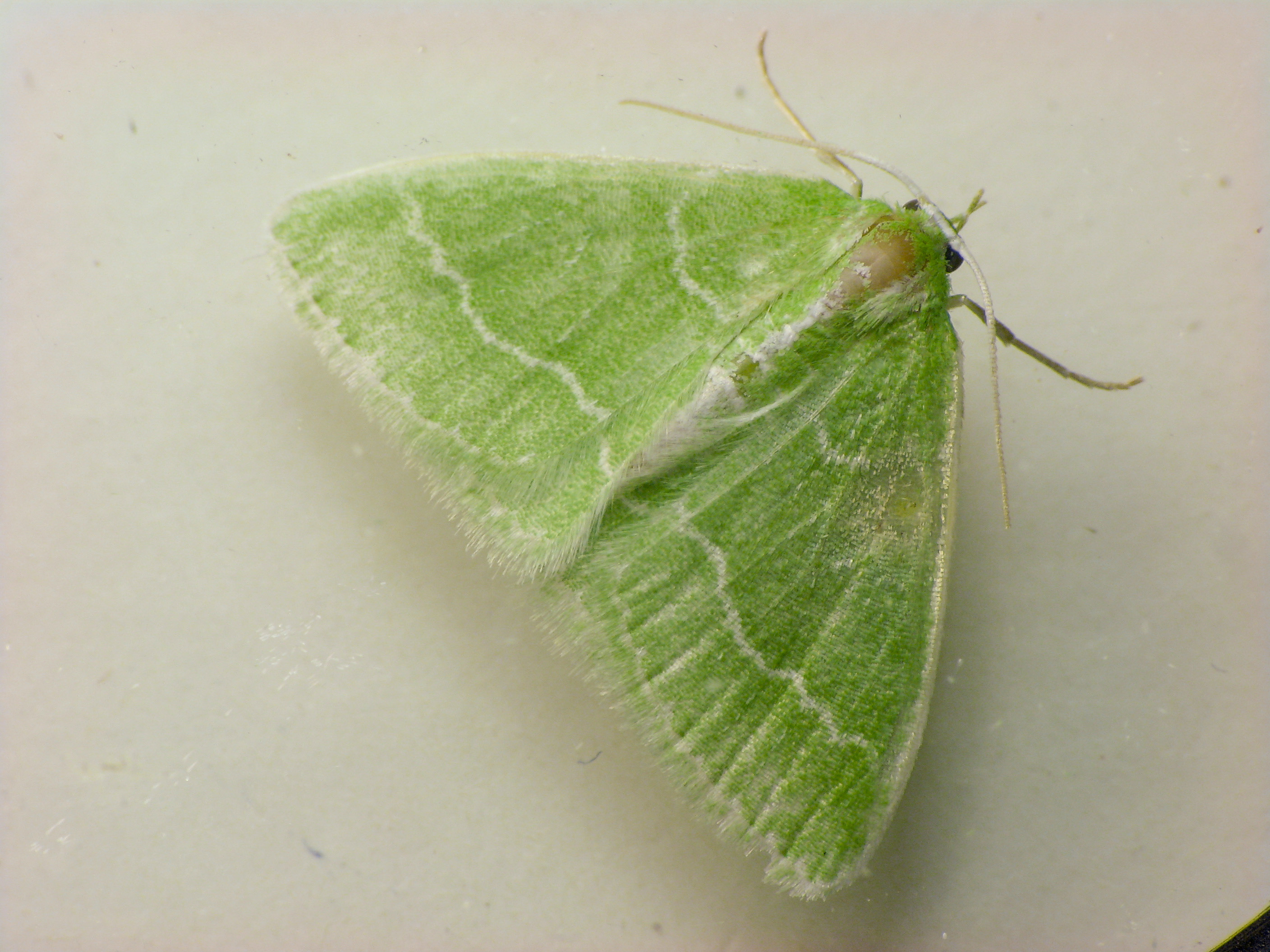
Synchlora aerata (Synchlorini), hembra

Geometrinae es una subfamilia de mariposas nocturnas de la familia Geometridae con numerosas tribus. En general son mariposas pequeñas de color verde azulado pálido, por eso en inglés se las llama emerald moths ('esmeraldas') aunque este nombre también se aplica a algunos miembros de la tribu Campaeini de la subfamilia Ennominae. 
En 2018 se publicó una clasificación y filogenia en Zoological Journal of the Linnean Society, en el que se aceptan 13 tribus.

## Taxonomía
Las polillas esmeralda son un amplio grupo de polillas que pertenecen a dos subfamilias distintas de la familia Geometridae. La mayoría pertenece a Geometrinae, mientras que la esmeralda clara, Campaea margaritaria, pertenece a Ennominae. Hay alrededor de 2300 especies descritas, la mayoría en los trópicos.

## Espolones
La mayoría de las especies de la subfamilia Geometrinae, se caracterizan por tener los espolones tibiales de cada par con longitudes diferentes. La longitud del espolón tibial varía entre las especies de Geometrinae. La especie Tachychlora amilletes, por su parte, se distingue por tener espolones de igual longitud.
La relación entre la longitud del espolón tibial más largo y la longitud de la tibia oscila entre 0,13 y 0,46 en Geometrinae, siendo Eueana niveociliaria la que presenta los espolones más cortos y Tachychlora amilletes la que presenta los más largos. Otras subfamilias de Geometridae presentan una relación similar entre la longitud del espolón tibial y la de la tibia, aunque Archiearis infans presenta una relación de 0,12.: 33 
El número preciso de dientes en cada espolón varía dentro de la especie y ocasionalmente dentro de las patas metatorácicas del mismo espécimen.

## Tribus
- Ornithospilini
- Agathiini
- Hemitheini, 
  - (incl. Lophochoristini, Heliotheini, Hierochthoniini)

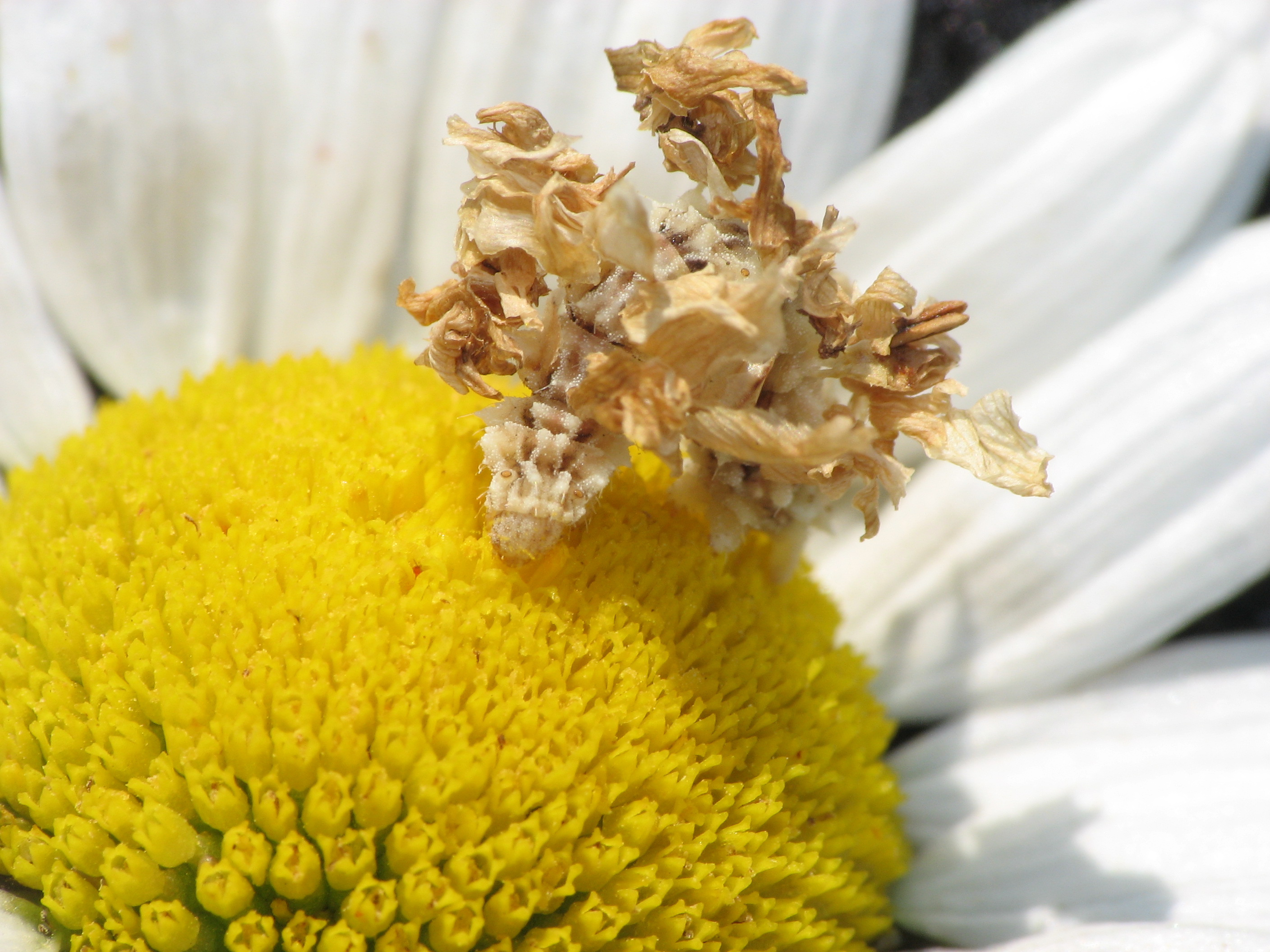
Oruga camuflada de Synchlora aerata

- Dysphaniini
- Pseudoterpnini
- Neohipparchini
- Aracimini
- Nemoriini
- Synchlorini
- Comibaenini
- Timandromorphini
- Geometrini
- Dichordophorini